# Maren Louise Käehne
Maren Louise Käehne (født 7. november 1976) er en dansk manuskriptforfatter.
Käehne begyndte som produktionsassistent på en kortfilm og på en tv-film i 1998.
I 2009 blev hun uddannet som manuskriptforfatter fra Den Danske Filmskole og var derefter forfatter på flere episoder af DR-serierne Borgen og Broen.
I 2015 fik hun spillefilmsdebut med Lang historie kort, hvor May el-Toukhy var instruktør.
Året efter var hun manuskriptforfatter på Shelley.
I 2019 gentog hun samarbejdet med el-Toukhy med filmen Dronningen.